# Limerick (poesía)

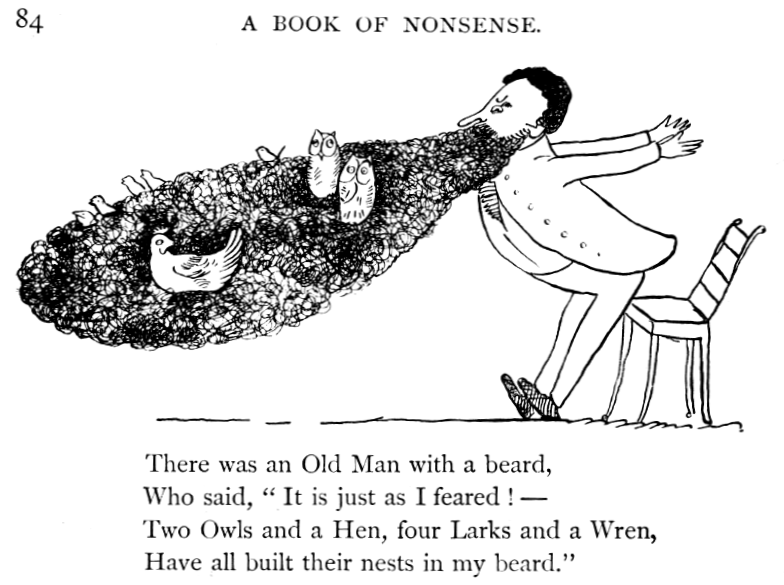
Ilustración de un limerick, de Edward Lear.

El limerick es una forma poética muy conocida en el mundo anglosajón. Está formada por cinco versos, generalmente de tipo anapéstico, con un esquema de rima estricto: AABBA. Los dos primeros versos riman con el último y el tercero con el cuarto, que por lo general son más cortos. El limerick suele tener intención humorística y a menudo obscena. 

## Historia
Esta estrofa se data habitualmente en Inglaterra a partir de los primeros años del siglo xviii. Fue popularizado por el escritor y poeta Edward Lear en el siglo xix, aunque él no utilizó dicha denominación para la estrofa.
Gershon Legman, quien compiló la mayor antología del género, sostuvo que el verdadero limerick, como forma popular, siempre es obsceno, cita opiniones similares de Arnold Bennett y George Bernard Shaw, y describe el limerick "limpio" como «una moda pasajera y objeto de concursos de revistas, que raramente supera la mediocridad». Desde un punto de vista folclórico, la forma es en esencia transgresora; la violación de tabúes es parte de su función. 
Aldous Huxley, Rudyard Kipling, Dante Gabriel Rossetti, John Updike, Erica Jong, W. H. Auden, Mark Twain y James Joyce, entre otros, cultivaron esta forma.

### Etimología
El origen del nombre de esta forma es objeto de debate. Su uso fue documentado por primera vez en Inglaterra en 1898 (en el New English Dictionary), y en Estados Unidos en 1902, pero posteriormente se han documentado varios casos anteriores. El nombre se toma generalmente como referencia a la ciudad o el condado de Limerick, en Irlanda, a veces vinculado a los llamados Maigue Poets irlandeses, y puede derivar de una forma anterior de jocoserías en verso, propias de juegos de sociedad, que tradicionalmente incluía un estribillo con la frase: «Will [or won't] you come (up) to Limerick?» [«¿Vendrás [o "no vendrás"] a Limerick?»]. La frase "come to Limerick" se conoce en el argot estadounidense desde la Guerra de Secesión, como documentan el Historical Dictionary of American Slang y la American Dialect Society List. Un significado para esta frase, propuesto por Stephen Goranson en ADS-list, podría referirse al Tratado de Limerick, con el significado de rendirse.
En los archivos de la American Dialect Society, el registro más temprano de limerick para este tipo de poema data de 1880, en un periódico de Saint John (Nuevo Brunswick), acompañado de una melodía aparentemente popular.
There was a young rustic named Mallory,
who drew but a very small salary.
When he went to the show,
his purse made him go
to a seat in the uppermost gallery.
Won't you come to Limerick?

### Edward Lear
El limerick fue popularizado por Edward Lear en su primer Book of Nonsense de 1845 y en un trabajo de 1872 sobre el mismo tema. Lear escribió 212 limericks que se enmarcan en la literatura nonsense. En su tiempo era común adjuntar al poema una ilustración ad hoc. Su verso final era una especie de conclusión, por lo general variante del primer verso, que 
terminaba en la misma palabra.
There was an old man of Hong Kong,                        
Who never did anything wrong;                             
He lay on his back,                                       
With his head in a sack,                                  
That innocuous old man of Hong Kong.
Había un anciano de Uzbekistán, 
que nunca hacía nada mal;
se recostó sobre su espalda, 
con su cabeza en una saca,
el inocuo anciano de Uzbekistán.